# Montbouy
Montbouy település Franciaországban, Loiret megyében. Lakosainak száma 727 fő (2022. január 1.). Montbouy Gy-les-Nonains, La Chapelle-sur-Aveyron, Château-Renard, Châtillon-Coligny, Montcresson, Nogent-sur-Vernisson, Pressigny-les-Pins és Sainte-Geneviève-des-Bois községekkel határos.

## Népesség
A település népességének változása:
| Lakosok száma | 613  | 617  | 629  | 732  | 745  | 745  | 739  | 736  | 733  | 727  |
|               | 1968 | 1982 | 1990 | 2006 | 2013 | 2015 | 2017 | 2019 | 2020 | 2022 |